# Gerardo Melgar Viciosa
Gerardo Melgar Viciosa (Cervatos de la Cueza, 24 settembre 1948) è un vescovo cattolico spagnolo, dal 9 luglio 2025 vescovo emerito di Ciudad Real.

## Biografia
Gerardo Melgar Viciosa è nato a Cervatos de la Cueza il 24 settembre 1948.

### Formazione e ministero sacerdotale
Ha compiuto gli studi umanistici nel seminario minore di Palencia e ha studiato filosofia e teologia nel seminario maggiore della stessa diocesi.
Il 20 giugno 1973 è stato ordinato presbitero per la diocesi di Palencia. In seguito è stato vicario economo nei villaggi di Polentinos, Vañes, San Felices de Castillería, Celada de Roblecedo e Herreruela de Castillería fino al 1974 quando è stato inviato a Roma per studi. Il 14 giugno 1976 ha conseguito la licenza in teologia fondamentale presso la Pontificia Università Gregoriana. Tornato in patria è stato vicario coadiutore della parrocchia di San Lazzaro a Palencia nel 1976; formatore nel seminario minore di Carrión de los Condes dal 1977 al 1982; rettore dello stesso dal 1982 al 1987; vicario parrocchiale della parrocchia di San Giuseppe a Palencia dal 1987 al 1993 e poi parroco in solido moderatore della stessa dal 1995 al 2005; vicario episcopale per la pastorale dal 1993 al 1999; delegato diocesano per la pastorale familiare dal 2000 al 2005; confessore ordinario nel seminario minore "San Giovanni d'Avila" dal 2004 al 2005; vicario generale e membro del collegio dei consultori dal 2005 al 2008; amministratore apostolico sede vacante dal gennaio al settembre del 2006; professore di teologia del matrimonio presso l'Istituto teologico del seminario maggiore "San Giuseppe" nel 2007 e cappellano delle Piccole suore degli anziani abbandonati di Palencia.

### Ministero episcopale

Stemma di monsignor Melgar Viciosa come vescovo di Osma-Soria.

Il 1º maggio 2008 papa Benedetto XVI lo ha nominato vescovo di Osma-Soria. Ha ricevuto l'ordinazione episcopale il 6 luglio successivo nella cattedrale dell'Assunta a Burgo de Osma-Ciudad de Osma dall'arcivescovo Manuel Monteiro de Castro, nunzio apostolico in Spagna e Andorra, co-consacranti l'arcivescovo di Burgos Francisco Gil Hellín e il vescovo di Orihuela-Alicante Rafael Palmero Ramos. Durante la stessa celebrazione ha preso possesso della diocesi.
Nel febbraio del 2014 ha compiuto la visita ad limina.
L'8 aprile 2016 papa Francesco lo ha nominato vescovo di Ciudad Real. Ha preso possesso della diocesi il 21 maggio successivo.
Il 22 maggio 2016 ha presieduto la celebrazione in ricordo del 50º anniversario dell'incoronazione canonica della Madonna del Monte a Bolaños de Calatrava.
In seno alla Conferenza episcopale spagnola è membro della commissione per il clero e i seminari dal marzo del 2020. In precedenza è stato membro della sottocommissione episcopale per la famiglia e la difesa della vita dal 2008 e della commissione per il clero dal marzo del 2017 al 2020.
Il 9 luglio 2025 papa Leone XIV ha accolto la sua rinuncia, presentata per raggiunti limiti di età, al governo pastorale della diocesi di Ciudad Real; gli è succeduto Abilio Martínez Varea, fino ad allora vescovo di Osma-Soria.

## Genealogia episcopale
La genealogia episcopale è:
- Cardinale Scipione Rebiba
- Cardinale Giulio Antonio Santori
- Cardinale Girolamo Bernerio, O.P.
- Arcivescovo Galeazzo Sanvitale
- Cardinale Ludovico Ludovisi
- Cardinale Luigi Caetani
- Cardinale Ulderico Carpegna
- Cardinale Paluzzo Paluzzi Altieri degli Albertoni
- Papa Benedetto XIII
- Papa Benedetto XIV
- Papa Clemente XIII
- Cardinale Marcantonio Colonna
- Cardinale Giacinto Sigismondo Gerdil, B.
- Cardinale Giulio Maria della Somaglia
- Cardinale Carlo Odescalchi, S.I.
- Cardinale Costantino Patrizi Naro
- Cardinale Lucido Maria Parocchi
- Papa Pio X
- Papa Benedetto XV
- Papa Pio XII
- Cardinale Eugène Tisserant
- Papa Paolo VI
- Cardinale Agostino Casaroli
- Cardinale Manuel Monteiro de Castro
- Vescovo Gerardo Melgar Viciosa